# Astrid S
Astrid S (* 29. října 1996 Berkåk, Norsko) je norská zpěvačka a skladatelka. V roce 2013 se umístila na pátém místě v norské verzi Pop Idol s názvem Idol – Jakten på en super stjerne. Debutové album Leave It Beautiful vyjde 16. října 2020 a celkem vydala 4 originální EP: Astrid S, Party's Over, Trust Issues a Down Low. Dále vydala akustickou verzi EP Party's Over. Její nejznámější píseň je Hurts So Good. Mimo jiné se také proslavila jako předskokanka pro Zaru Larsson nebo Troye Sivana. Dvakrát získala cenu Spellemannprisen. Se zpěvačkou Dagny nahrála píseň „Pretty“.
Objevila se v epizodní roli seriálu Skam. V roce 2021 ztvárnila hlavní hrdinku ve filmu Tři přání pro Popelku.

## Diskografie
- Leave It Beautiful (2020)
- Joyride (2024)